# فرد پگنام

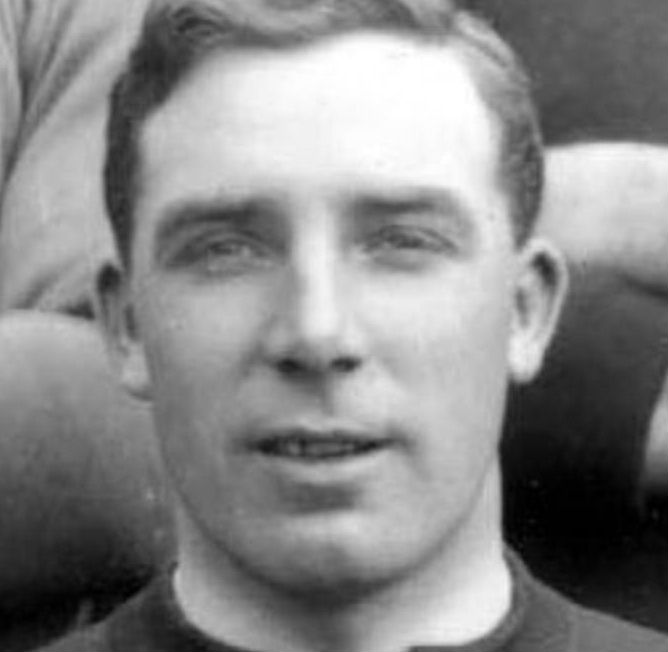
فرد پگنام

فرد پگنام (انگلیسی: Fred Pagnam; ۴ سپتامبر ۱۸۹۱ – ۱ مارس ۱۹۶۲) بازیکن فوتبال اهل بریتانیا بود.
از باشگاه‌هایی که در آن بازی کرده‌است می‌توان به باشگاه فوتبال کاردیف سیتی، باشگاه فوتبال آرسنال، باشگاه فوتبال لیورپول، باشگاه فوتبال واتفورد، باشگاه فوتبال بلکپول، باشگاه فوتبال هادرزفیلد تاون، و باشگاه فوتبال ساوتپورت اشاره کرد.